# Xyrichtys virens
Xyrichtys virens är en fiskart som beskrevs av Valenciennes, 1840. Xyrichtys virens ingår i släktet Xyrichtys och familjen läppfiskar. IUCN kategoriserar arten globalt som sårbar. Inga underarter finns listade i Catalogue of Life.